# L'école du 3e type

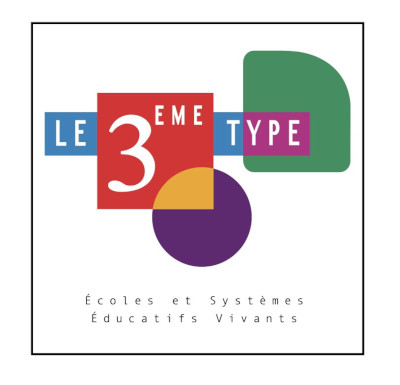

L'école du 3e type est un concept développé et pratiqué d'abord par Bernard Collot, instituteur français inspiré par la dynamique naturelle des apprentissages en groupe multiâge,. Elle repose sur une approche auto-organisée où l'environnement est conçu comme un « espace vivant » favorisant l'autonomie et la collaboration des élèves.

## Principes et caractéristiques
Développée par des enseignants praticiens, l'école du 3ᵉ type repose sur plusieurs principes. Il n'y a pas de programme préétabli ni d’évaluation, les apprentissages se font naturellement à partir des interactions et des projets des élèves. Il n'y a pas de niveaux ni de classes fixes, les élèves de 3 à 11 ans apprennent ensemble.
Les enseignants du « 3Type » cherchent à mettre en place un environnement stimulant pour favoriser l'exploration et les apprentissages informels, sur le modèle de l'apprentissage de la parole qui « n’est pas programmable ». Les élèves apprennent à partir de leurs centres d'intérêt et des projets mis en place lors de la réunion quotidienne, en étant ouverts sur l'environnement de l'école, le village, le quartier et les parents. La posture de l'enseignant change : plutôt que d'imposer des savoirs, il accompagne les élèves en cherchant avec eux les ressources et le cadre nécessaires pour apprendre de manière autonome.
De nombreuses ressources permettent de se représenter des élèves du « 3Type » en train d'apprendre à lire, écrire,, mathématiser,,. On peut voir aussi les vidéos de l'émission Envoyé spécial de 1995 et écouter des chroniques audios.

## Origines et influences pédagogiques
Bernard Collot a développé cette approche entre 1963 et 1995, principalement dans une école rurale en classe unique publique à Moussac, dans le département français de la Vienne. Il a abandonné les pratiques scolaires classiques pour favoriser une dynamique d'apprentissage libre et naturel. Ce type d'école découle des pédagogies actives et de Freinet dont elle prolonge les logiques, mais elle « s'appuie sur une approche différente des langages et de leur construction ».
C'est pourquoi Bernard Collot l'a nommée école du « 3e type » : « L'école du 1er type était celle avec ses niveaux homogènes, ses rangées d'élèves, un maître maîtrisant emploi du temps et progressions (...). L'école du second type est celle des méthodes dites actives [où] l'enseignant en reste le véritable acteur. Dans l'école du 3e type, c'est la présence des enfants dans un groupe et dans un environnement réels qui entraîne les processus d'apprentissages et la construction des langages. Ce n'est plus l'enseignant qui déclenche les processus. »

## Théorisation
Issue des pratiques et des échanges entre praticiens, l'école du 3e type s'appuie sur les travaux de chercheurs comme Edgar Morin pour l'approche systémique, Francisco Varela pour le concept de l'autopoïèse des systèmes vivants. Elle se fonde aussi sur la neurobiologie, en particulier sur la notion de simplexité d'Alain Berthoz, sur la conception de l'autonomie de Castoriadis, sur la notion de structures dissipatives d'Ilya Prigogine. L'approche des langages de Karl Popper (langages oraux, écrits, mathématiques, scientifiques, artistiques, corporels...) a été reprise dans le domaine 1 du Socle commun de l'Éducation nationale.

## Exemples et mises en pratique
Plusieurs initiatives s'en inspirent aujourd'hui : des professeurs des écoles ont expérimenté cette approche dans des classes multi-niveaux du public, des maires ruraux ont fait revivre leur école abandonnée,, des écoles alternatives intègrent des éléments de cette approche dans leur fonctionnement,,. Des parents pratiquant l'instruction en famille en unschooling ont été rassurés par l'expérience accumulée en matière d'apprentissages informels,.

## Réception et critiques
L'école du 3ᵉ type suscite un intérêt grandissant dans les milieux éducatifs alternatifs. Cependant, elle rencontre des obstacles : des craintes existent sur la capacité des enfants à s'intégrer dans le cadre institutionnel classique. Des questionnements se posent sur l'évaluation des acquis et la validation des apprentissages. Cette approche nécessite un engagement fort des enseignants et des familles. Néanmoins, l’expérience de Bernard Collot sur deux décennies en classe unique, avec des élèves qui entraient en 6e et revenaient lui parler de leur intégration dans un collège traditionnel, semble positive.